# Bahnstrecke Udine–Cividale
| Stadler GTW DMU 2/6 der FUC |                      |                              |                              |
| Kursbuchstrecke (IT): | 428                  |                              |                              |
| Streckenlänge: | 15,3 km              |                              |                              |
| Spurweite: | 1435 mm (Normalspur) |                              |                              |
| |                      |                              |                              |
| \| \| \| von Venezia \| \| \| \| \| nach Cervignano \| \| \| \| 0,0 \| Udine \| Udine \| \| \| \| nach Triest und von Tarvisio \| \| \| \| \| Halbringlinie Udine \| \| \| \| 4,00 \| San Gottardo \| San Gottardo \| \| \| \| Torre \| \| \| \| 9,0 \| Remanzacco \| Remanzacco \| \| \| \| Moimacco \| \| \| \| \| Bottenicco \| \| \| \| 15,3 \| Cividale \| Cividale \| \| \| \| nach Kobarid (750 mm) \| \| |                      |                              |                              |
| Strecke |                      | von Venezia                  | von Venezia                  |
| Abzweig geradeaus und von rechts |                      | nach Cervignano              | nach Cervignano              |
| Bahnhof | 0,0                  | Udine                        | Udine                        |
| Abzweig geradeaus, nach links und nach rechts |                      | nach Triest und von Tarvisio | nach Triest und von Tarvisio |
| Kreuzung geradeaus oben |                      | Halbringlinie Udine          | Halbringlinie Udine          |
| Haltepunkt / Haltestelle | 4,00                 | San Gottardo                 | San Gottardo                 |
| Brücke über Wasserlauf |                      | Torre                        | Torre                        |
| Bahnhof | 9,0                  | Remanzacco                   | Remanzacco                   |
| Haltepunkt / Haltestelle |                      | Moimacco                     | Moimacco                     |
| Haltepunkt / Haltestelle |                      | Bottenicco                   | Bottenicco                   |
| Kopfbahnhof Streckenende | 15,3                 | Cividale                     | Cividale                     |
| Kopfbahnhof Streckenanfang (Strecke außer Betrieb) |                      | nach Kobarid (750 mm)        | nach Kobarid (750 mm)        |

Die Bahnstrecke Udine–Cividale ist eine Nebenbahn im nordost-italienischen Friaul, die Udine mit dem Städtchen Cividale del Friuli verbindet. Die rund 15 Kilometer lange Strecke, am 24. Juni 1886 eröffnet, ist größtenteils einspurig und nicht elektrifiziert. Eine Fahrt auf der Nebenstrecke dauert etwa 20 Minuten, es gibt insgesamt 21 Bahnübergänge.

## Geschichte
Die Società Veneta erhielt am  12. Juni 1884, mit Dekret Nr. 2507 die Konzession für den Bau und dens neunzigjährigen Betriebs einer  Eisenbahnstrecke zwischen Udine und Cividale del Friuli. Das Unternehmen erhielt Subventionen sowohl vom italienischen Staat als auch von der Provinz Udine und den betroffenen Gemeinden. Die Strecke wurde zwei Jahre später, am 24. Juni, eröffnet
Seit dem 1. Januar 2005 wird die Nebenstrecke von der regionalen Eisenbahngesellschaft Società Ferrovie Udine Cividale s.r.l. (FUC) betrieben.
Die Züge verkehren grundsätzlich im Stundentakt, zu Hauptverkehrszeiten ergänzt ein zusätzliches Zugpaar den Fahrplan zum Halbstundentakt.
Ferrovie Udine Cividale besitzt für den Betrieb der Strecke drei Triebwagen des Typs ALn 663 und zwei Steuerwagen des Typs Ln 778 des Herstellers Fiat Ferroviaria. Seit 2006 sind zudem zwei Stadler GTW DMU-2/6 im Einsatz.
Seit dem 10. Juni 2012 bietet das Bahnunternehmen in Kooperation mit den ÖBB täglich zwei Zugspaare auf der Strecke zwischen Udine und Villach an.
2020 vereinbarten die Region Friaul-Julisch Venetien als Eigentümer der Infrastruktur und die Rete Ferroviaria Italiana (RFI), die Betriebsführung der Bahnstrecke Udine–Cividale von der FUC an die RFI zu übergeben. Am 20. Mai 2024 wurde die Strecke bis zum Abschluss der Übernahme durch die RFI gesperrt. Zunächst wurde die Wiedereröffnung für den 1. Juli 2024 geplant, dann jedoch schrittweise bis Mai 2025[veraltet] verschoben.